# Mendoza (rzeka)
Mendoza – rzeka w Argentynie o długości 320 km oraz średnim przepływie 50 m³/s. Źródła rzeki znajdują się w Andach, a uchodzi ona do jezior w bagnach Guanacache. Jej woda wykorzystywana jest do nawadniania pól uprawnych, a także w celach energetycznych. Główne miasto nad rzeką to Mendoza.